# Mitología

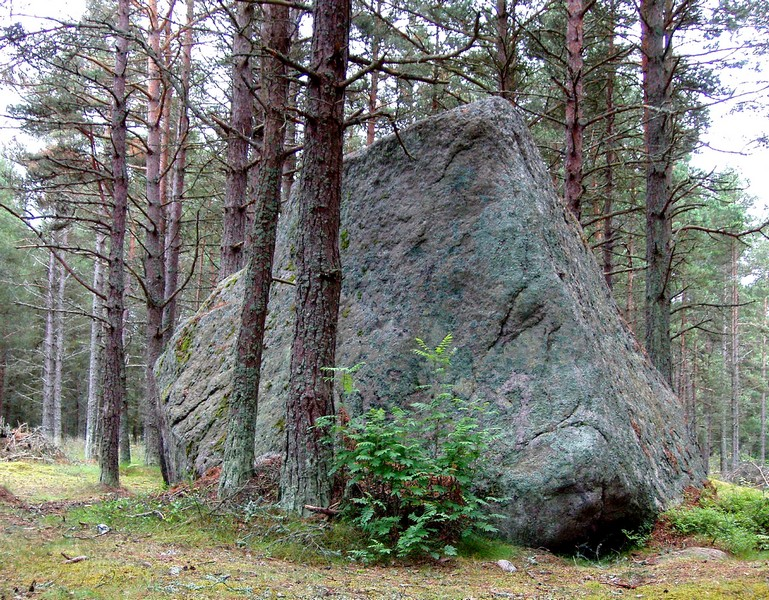
Desde antiguo las formaciones geológicas inusuales han incitado la imaginación humana, creándose en torno a ellas fábulas y leyendas. Tal es el caso para diversas sociedades de las inexplicables rocas errantes, de origen glaciar.

La mitología (del latín tardío mythologĭa, y éste del griego μυθολοɣία) es un conjunto de mitos relativamente cohesionados o paralelamente adheridos: relatos que forman parte de una determinada religión o cultura. También se les denomina mitos a los discursos, narraciones o expresiones culturales de origen sagrado, y que posteriormente fueron secularizados y tratados como discursos relativos a una cultura, a una época o a una serie de creencias de carácter imaginario. 
Los mitos son relatos basados en la tradición y en la leyenda, creados para explicar el universo, el origen del mundo, los fenómenos naturales y así como también para cualquier suceso para el cual no haya una explicación conocida. Sin embargo, no todos los mitos tienen por qué tener este propósito explicativo. Igualmente, la mayoría de los mitos están relacionados con una fuerza natural o deidad, pero muchos son simplemente historias y leyendas que se han ido transmitiendo oralmente de generación en generación.

## Etimología
El término griego μυθολοɣία (mythología) está compuesto de dos palabras:
- mythos (μῦθος), que en griego clásico significa aproximadamente ‘el discurso’, ‘palabras con actos’ (Esquilo: «ἔρɣῳ κοὐκέτι μύθῳ», ‘de la palabra al acto’)[1] y, por extensión, un ‘acto de habla ritualizado’, como el de un jefe en una asamblea, o el de un poeta o sacerdote[2] o un relato (Esquilo: «Ἀκούσει μῦθον ἐν βραχεῖ λόɣῳ», ‘la historia completa que oirás en un breve lapso de tiempo’).[3]
- logos (λόɣος), que en griego clásico significa: la expresión (oral o escrita) de los pensamientos y también la habilidad de una persona para expresar sus pensamientos (logos interior).[4]

## Mitología y religión

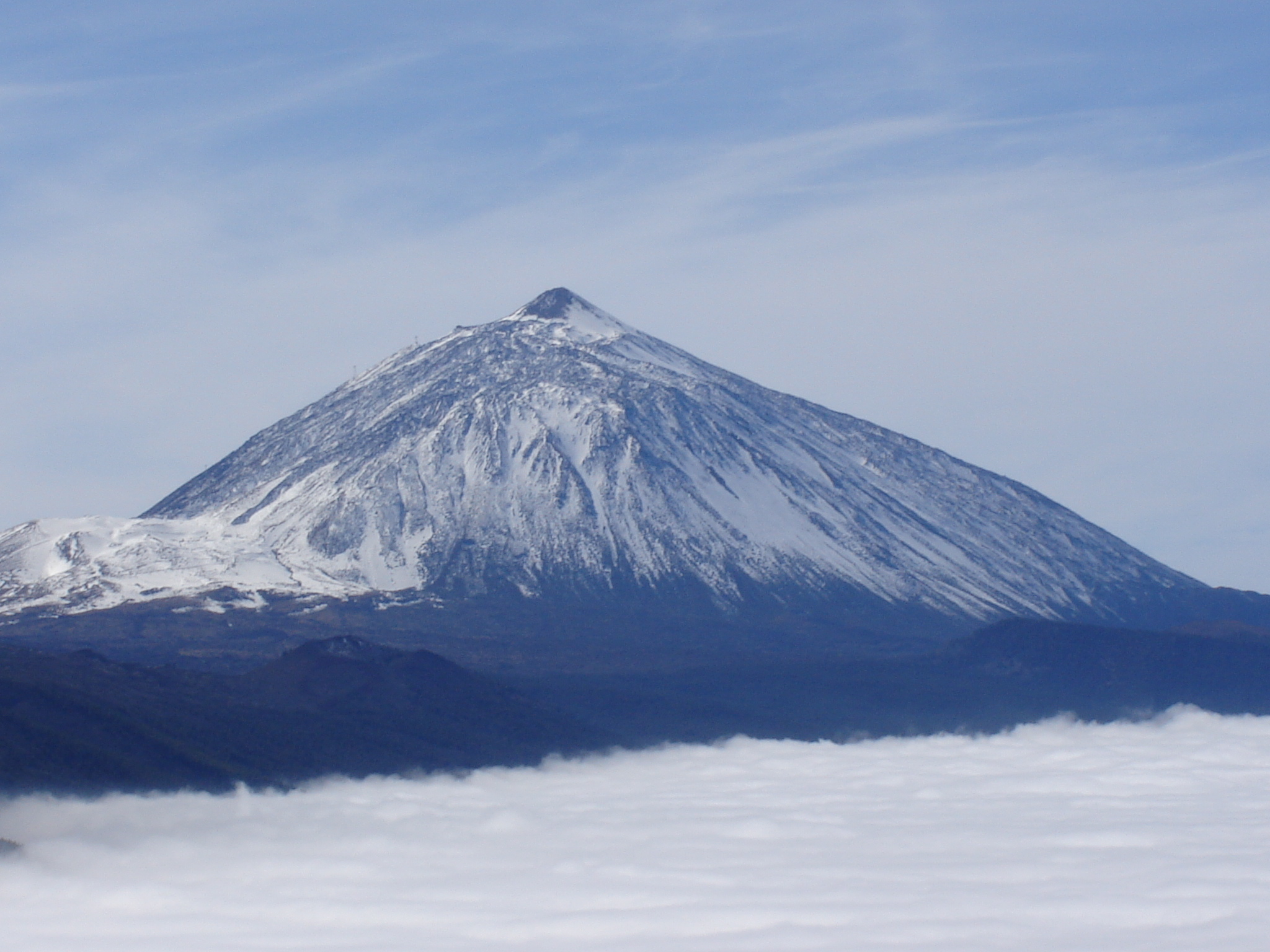
El Teide (Tenerife), según la Mitología guanche, esta montaña era la morada de Guayota, el demonio.

La mitología aparece de manera prominente en la mayoría de las religiones y, de igual modo, la mayoría de las mitologías están relacionadas con, al menos, una religión.
El término se suele usar más frecuentemente en este sentido para referirse a las religiones fundadas por sociedades antiguas, como la mitología griega, la mitología romana y la mitología escandinava. Sin embargo, es importante recordar que, mientras que algunas personas ven los panteones escandinavo y celta como meras fábulas, otros las consideran religiones (véase neopaganismo). Del mismo modo, ello también sucede al analizar las mitologías de los pueblos indígenas (ejemplo la Mitología de América del Sur); en el que se pueden observar casos en que aún se profesan las religiones nativas.
Generalmente, muchas personas no consideran los relatos que rodean al origen y desarrollo de religiones como el cristianismo, judaísmo e islam, como crónicas literales de hechos, sino como representaciones figurativas o simbólicas de sus sistemas de valores.
Aun así, igualmente, muchas personas entre ellos ateos, agnósticos, o creyentes de algunas de estas mismas religiones, emplean las palabras mito y mitología para caracterizar como falsas o a lo sumo dudosas, las historias que aparecen en una o más religiones, o a las religiones diferentes a la que es creyente. De este modo la gente que pertenece a la mayoría de las religiones que están presentes actualmente, se ofende cuando se toma a su fe como un conjunto de mitos; ya que para ellos, esto, equivale a decir que su religión en sí es una mentira, lo cual va en contra de sus creencias. Ejemplo de ello sucede en muchos grupos cristianos en relación con los relatos de la Biblia, en el cual sus creyentes no consideran, generalmente, que sean mitológicas algunas de sus historias, y que solo se usa esta palabra para referirse a ellas en un sentido peyorativo.
Sin embargo, la mayoría de la gente está de acuerdo con que cada religión tiene un conjunto de mitos que se ha desarrollado alrededor de sus escrituras religiosas; ya que en sí la palabra mito se refiere a hechos que no son posibles de ser verificados de manera objetiva. De este modo, igualmente se considera que se puede hablar de mitología judía, mitología cristiana o mitología islámica, para referirnos a los elementos míticos que existen en estas creencias; sin hablar de la veracidad de los principios de la fe o de las versiones de su historia; pues la creencia de su religión como algo verdadero compete a la fe y creencias de cada persona, y no del estudio de los mitos.
Ejemplo de ello, son los sacerdotes y rabinos de hoy en día dentro de los movimientos judíos y cristianos más liberales, además de los neopaganos, que no tienen problemas en admitir que sus textos religiosos contienen mitos. Así, ven sus textos sagrados como verdades religiosas, reveladas por inspiración divina, pero mostradas en el lenguaje del género humano. Aun así, como sucede en todo ámbito, otros, al contrario, no están de acuerdo con ello.

## La mitología moderna no religiosa
Aunque normalmente mucha gente relaciona a la mitología con culturas antiguas o religiones; no siempre es así. Por ejemplo, series de televisión, libros e historietas, y juegos de rol entre otros, que logran formar un universo ficticio propio; adquieren componentes mitológicos muy importantes que incluso a veces pueden llegar a dar lugar a profundos y complicados sistemas filosóficos. Un ejemplo excelente de este tipo de mitología es la desarrollada por J. R. R. Tolkien en sus libros El Silmarillion y El Señor de los Anillos, entre otros escritos, a la que él denominó legendarium, o Los Mitos de Cthulhu, que surgen de la unificación de las novelas de H. P. Lovecraft y su círculo. Estos últimos explican todo el universo partiendo de una física desconocida (ya que supone que nuestros conocimientos del universo y de las ciencias tienen premisas erróneas), y la no existencia de Dios, donde criaturas de más allá de la comprensión humana habitan el universo desde el principio de los tiempos. Según esto, la humanidad es una simple mota de polvo sin importancia para ellos. A nuestros ojos son como dioses, denominados primigenios, y los más poderosos de entre ellos, dioses exteriores y dioses arquetípicos.
Otros ejemplos que se pueden mencionar son los mundos ficticios creados por las novelas de Dragonlance, la serie Star Trek, las películas de Star Wars, o el manga Saint Seiya.
Algunos críticos opinan que por el hecho de que los personajes principales y los ciclos de historias de las narraciones modernas no sean de dominio público, las leyes sobre derechos de autor impiden a los autores independientes continuar ciclos de historias modernas, evitando que dichas sagas de personajes compartan algunas de las características esenciales de las mitologías; por lo menos, hasta que se cumpla el plazo de derechos de autor y pasen a ser de dominio público. A pesar de eso, los propietarios de los derechos de autor en ocasiones continúan las historias con otros autores, como es el caso de personajes como Tarzán y las novelas de Conan (originarias de Robert E. Howard) de L. Sprague de Camp, o los cómics de superhéroes, la mayoría de los cuales han tenido docenas de autores.

## Significados en la antigua Grecia
El término μῦθος (mȳthos) aparece en las obras de Homero y otros poetas de la época de Homero, en las que el término tenía varios significados: 'conversación', 'narrativa', 'discurso', 'cuento' y 'palabra.
Similar al término relacionado λόγος (logos), mythos expresa todo lo que puede ser entregado en forma de palabras. Estos pueden contrastarse con el griego ἔργον (ergon, 'acción', 'obra' o 'trabajo'). Sin embargo, el término mythos carece de una distinción explícita entre narrativas verdaderas o falsas.
En el contexto del teatro griego antiguo, los mitos se referían al mito, la narrativa, la trama y la historia de una obra. Según David Wiles, el término griego mythos en esta época cubría un espectro completo de diferentes significados, desde falsedades innegables hasta historias con significado religioso y simbólico.
Según el filósofo Aristóteles (384–322 a. C.), el espíritu de una obra de teatro era su mito. El término mythos también se usó para el material fuente de la tragedia griega. Los trágicos de la época podrían inspirarse en la mitología griega, un conjunto de "historias tradicionales" que se referían a dioses y héroes. David Wiles observa que las concepciones modernas sobre la tragedia griega pueden ser engañosas. Se piensa comúnmente que los antiguos miembros de la audiencia ya estaban familiarizados con los mitos que sustentaban una representación, y podría predecir el resultado de la representación. Sin embargo, no esperaban que los dramaturgos griegos reprodujeran fielmente los mitos tradicionales al adaptarlos al escenario, sino que estos recreaban los mitos y producían nuevas versiones. Narradores como Eurípides (c. 480–406 a. C.) confiaban en el suspenso para emocionar a sus audiencias. En una de sus obras, Merope intenta matar al asesino de su hijo con un hacha sin saber que el hombre en cuestión es en realidad su hijo. Según una descripción antigua de las reacciones de la audiencia a este trabajo, los miembros de la audiencia no sabían en absoluto si ella cometería un filicidio o sería detenida a tiempo. Se pusieron de pie aterrorizados y provocaron un alboroto.
David Wiles señala que los mitos tradicionales de la antigua Grecia eran principalmente parte de su tradición oral. Los griegos de esta época eran una cultura alfabetizada pero no producían textos sagrados. No hubo versiones definitivas o autorizadas de los mitos registrados en los textos y preservados para siempre en una forma inmutable. En cambio, circulaban múltiples variantes de mitos. Estas variantes se adaptaron a canciones, danzas, poesía y artes visuales. Los intérpretes de mitos podían remodelar libremente su material original para una nueva obra, adaptándolo a las necesidades de una nueva audiencia o en respuesta a una nueva situación.
Los niños de la antigua Grecia estaban familiarizados con los mitos tradicionales desde una edad temprana. Según el filósofo Platón (c. 428–347 a. C.), las madres y las niñeras narraban mitos e historias a los niños a su cargo: David Wiles los describe como un depósito de la tradición mitológica.
Bruce Lincoln ha llamado la atención sobre el significado aparente de los términos mitos y logos en las obras de Hesíodo. En Teogonía, Hesíodo atribuye a las Musas la capacidad tanto de proclamar verdades como de narrar falsedades plausibles (es decir, falsedades que parecen cosas reales). El verbo utilizado para narrar las falsedades en el texto es legein, que está asociado etimológicamente con logos. Hay dos variantes en la tradición del manuscrito para el verbo que se usa para proclamar verdades. Una variante usa gerusasthai, la otra mythesasthai. Este último es una forma del verbomytheomai ('hablar', 'contar'), que está etimológicamente asociado con el mito. En Obras y días, Hesíodo describe su disputa con su hermano Perses. También anuncia a sus lectores su intención de decirle cosas verdaderas a su hermano. El verbo que usa para decir la verdad es mythesaimen, otra forma de mytheomai.

## Interpretaciones

### Interpretaciones de los mitos en elsigloXIX
Durante el siglo XIX, las más importantes fueron:
- Historicismo: los mitos considerados historias reales modificadas y alteradas por el paso del tiempo. Mito como hecho histórico que con el paso del tiempo ha dado lugar a historias urbanas. Así, Schliemann, descubrió Troya, porque pensaba que los poemas homéricos eran verídicos, así como las ciudades que se nombraban. Por otra parte, autores como Victor Bérard o Tim Severin propusieron la ruta que se narraba en la Odisea, desde Troya hasta Ítaca.
- Alegorismo: el mito como forma de expresar conceptos y realidades de forma poética. Esta teoría fue heredada por el renacimiento. La que tuvo más relevancia fue la alegoría natural; esta hace referencia a la lucha entre los dioses de los fenómenos de la naturaleza.
- Mitología comparada: desarrollada por Max Müller, profesor de la Universidad de Oxford que en 1856 publicó la obra “Comparative Mythology”. En el siglo XIX se dan grandes logros en el área de la gramática comparada, se desarrolla el estudio de las lenguas antiguas (sánscrito, latín y griego) y se llega a la conclusión de que todas parten de un mismo idioma, el indoeuropeo.[cita requerida] Se cree que la mitología podía explicarse a través de las ciencias del lenguaje, pues los dioses indoeuropeos también guardaban cierta relación. Las divinidades de los pueblos europeos eran divinidades celestes, y la etimología aclara el sentido primitivo de su origen, pues éstas surgen de dar nombre a los fenómenos atmosféricos, se les atribuye una personificación, humanizándolas primero para, posteriormente, narrar leyendas a partir de ellas, y se termina por divinizarlas.
- Evolucionismo: que asume la evolución cultural de la mitología como eje del proceso histórico, social y filosófico. Lo más primitivo sería el animismo, de ahí se evoluciona al politeísmo (el escalón en el que se encuentra la mitología griega) para llegar por último al monoteísmo. A principios del siglo XX aparece una importante obra antropológica, “The Golden Bough”, “La rama dorada” de James George Frazer, en esta también tiene cabida la mitología, y la evolución seguida sería magia, religión y ciencia. Con magia se referiría a la intención de controlar los hechos de la naturaleza mediante ciertos ritos y procedimientos: este sería el punto en el que se encontraría la mitología griega.

### Interpretaciones de los mitos en elsigloXX
En el siglo XX las tendencias para explicar la mitología son:
- Simbolismo: el mito es, ante todo, una forma de expresar, comprender y sentir el mundo y la vida, diferente de como lo haría la lógica. El mito tiene un lenguaje más emotivo y lleno de imágenes y símbolos que expresan algo que no puede traducirse al lenguaje corriente. Las imágenes del pensamiento mítico no se dirigen al entendimiento, sino a la fantasía y a la sensibilidad; por eso tienen una fuerza expresiva intraducible. Se hicieron también interpretaciones desde el campo de la psicología: Freud y Jung estiman que las imágenes oníricas son una expresión del inconsciente.
- Funcionalismo: la corriente que valora la función social que la mitología desempeña en la vida cotidiana. El sentido del mito es fundamental para expresar los usos tradicionales y las normas de convivencia, prestándoles una justificación narrativa avalada por la tradición y aceptada por todos.
- Nueva Mitología Comparada: también parte de la comparación de los pueblos indoeuropeos, pero no desde el punto de vista de las lenguas, sino de su estructura social. Observa que en estos textos pervive una estructura ideológica constante. Hay una concepción general de la sociedad en tres grupos, cada uno con una función propia. Un grupo es el constituido por el sacerdote-líder, con soberanía mágica y jurídica; otro grupo es el guerrero, que tiene la fuerza física, y por último el trabajador al que pertenecen la fecundidad y la laboriosidad. Los mitos de los pueblos indoeuropeos reflejan esta estructura jerárquica; es una teoría que todavía tiene muchos seguidores, aunque surgió en 1920, con Dumezil.
- Estructuralismo: estima que bajo una aparente narración, el mito revela significados en su estructura profunda que se repiten en muchas ocasiones. El análisis destaca tres aspectos: el reconocimiento de la utilidad de datos históricos específicos, la investigación sistemática de los temas míticos y su lugar en la cultura, el pensamiento y la ideología; y la confrontación entre mito y ritual.
- Tendencia ecléctica: la tendencia actual, en resumen, expone que lo característico del mito es su ejemplificación, el pertenecer al mundo de los recuerdos, el ser algo que se cuenta y se acepta colectivamente y está en las tradiciones del pueblo. La distancia frente al logos es la marca de estos relatos.

### Interpretaciones de los mitos en elsigloXXI
A pesar de que muchas de las ya citadas interpretaciones sigan vigentes hoy en día, en el siglo XXI surge la mitocrítica cultural de la mano del teórico literario José Manuel Losada. Esta metodología permite abordar el mito desde la cultura actual y la cultura actual desde el mito.
Según este investigador, la mitocrítica exige la asunción previa de una definición del mito en cada estudio particular; la catalogación de cada mito en una tipología es garantía de una definición coherente.
Losada define el mito como “relato funcional, simbólico y temático de acontecimientos extraordinarios con referente trascendente sobrenatural sagrado, carentes, en principio, de testimonio histórico, y remitentes a una cosmogonía o una escatología individuales o colectivas, pero siempre absolutas".
Solo es posible hacer auténtica mitocrítica preservando una sana autonomía respecto a otras ciencias (sociología, ciencias políticas, psicoanálisis, etc.). Paralelamente, cualquier estudio de un mito debe ser, necesariamente, de naturaleza interdisciplinar.
En consecuencia, la mitocrítica, sin abandonar el análisis del imaginario simbólico, invade cualquier manifestación cultural. Esta nueva mitocrítica se encarga de estudiar las manifestaciones míticas en campos tan amplios como literatura, el cine y la televisión, el teatro, la escultura, la pintura, los videojuegos, la música, la danza, el periodismo, Internet y demás medios de manifestación cultural y artística.
Finalmente, la mitocrítica cultural también desarrolla una epistemología de la mitocrítica como disciplina científica

## Mitología indígena
La mitología, además de ser una forma de lenguaje, es una forma de vida que han creado ciertos grupos sociales. Por esta razón, se estima que la sociología moderna, en casi su totalidad, no se ocupa de eventos que tengan que ver con sucesos de apariencia "no comprobable" en relación con las creencias y vivencias de comunidades indígenas. Hay que tener en cuenta que estas sociedades, en medio de su "no intelectualidad", manejan unas formas de ver el mundo, en las que las sociedades denominadas "civilizadas o intelectuales", no tienen la capacidad de observarlos. Se pueden apreciar en experiencias, tal vez inexplicables ante los ojos de la ciencia, pero explicables ante la experiencia. Cabe indicar que no todo lo comprobable existe realmente.

### Arquetipos mitológicos
- dioses de la vida-muerte-reencarnación
- dioses de la Luna
- dioses solares
- el héroe
- mundo subterráneo/tinieblas
- mentiroso/ladrón
- Madre Tierra
- manas
- mitología de Mesopotamia
- padre cielo
- primer hombre
- solsticio de invierno

## Mitologías y calendarios
En el actual calendario, denominado gregoriano, los meses y los días de la semana tienen algunos nombres derivados de seres y dioses mitológicos. Este hecho es evidente en idiomas como el español, aunque no significa que provengan de la mitología propia; así, en castellano, el día viernes proviene de Venus, diosa de la mitología romana (en idioma inglés el nombre del mismo día, "Friday", procede de la diosa germana Freyja); en ambos casos estaría dedicado a seres con ciertas similitudes, a las diosas de la belleza.